# Montevideo rural
El Montevideo rural es el conjunto de las áreas rurales del departamento de Montevideo, Uruguay, que incluyen zonas agrarias, espacios naturales y territorios de transición urbano-rural. El área rural de Montevideo ocupa unos 350 km², aproximadamente el 60% del departamento. El área de Montevideo rural comprende entre otros las zonas de Melilla y Bañados de Carrasco. Según el censo de población de 2011, contaba con alrededor de 14 mil habitantes.
La zona de Montevideo rural depende de la Intendencia de Montevideo.

## Distribución del departamento de Montevideo
La política centralista que ha dominado al departamento por generaciones, lo ha llevado a ser confundido con la capital y viceversa. Esta confusión no se da solamente en el ámbito social, sino que también se ve reflejada en el ejecutivo y legislativo departamental. En los últimos años ha habido una tentativa de fraccionamiento de jurisdicciones, pero éstas siguen siendo subordinadas del mismo ejecutivo.
Esto ha llevado a curiosidades como que no se sabe cuáles son los límites de la capital departamental, si los hay o si todo el departamento es una gran ciudad; generando esto a su vez el desconocimiento de la zona rural.
A este caos organizativo se le suma el desarrollo desregulado, con la mezcla de zonas residenciales con zonas productivas o industriales.
| Ciudad/Pueblo                                         | Población (2011) | %    |
| ----------------------------------------------------- | ---------------- | ---- |
| Montevideo (ciudad)                                   | 1.269.552        | 98,5 |
| Pajas Blancas                                         | 3.189            | 0,2  |
| Santiago Vázquez                                      | 1.954            | 0,1  |
| Abayubá                                               | 936              | 0,1  |
| Montevideo rural (Melilla, Bañados de Carrasco, etc.) | 14.027           | 1,1  |
| Total (departamento)                                  | 1.318.755        | 100  |

## Características de Montevideo rural
El territorio de Montevideo rural se encuentra inmerso en el área metropolitana del país, donde se concentra la mayor parte de la población y de la actividad económica. Se lo considera el "cinturón verde" de la ciudad y es un territorio de importante valor productivo, ambiental, paisajístico y sociocultural.
A pesar de que Montevideo es el departamento con menor superficie agropecuaria del Uruguay, su rol en la actividad agrícola es muy significativo. Montevideo rural tiene 16 116 hectáreas productivas relevadas en el Censo General Agropecuario de 2011. Cuenta con 1317 explotaciones agropecuarias, lo que equivale al 3 % del país en un área productiva de menos del 0,1% del total nacional. Realiza importantes aportes para la seguridad alimentaria del Uruguay.

### Incidencia económica
La crisis de la década de los 60, generó, por un lado, la proliferación de asentamientos irregulares en la periferia y, por otro, una extensión de la ciudad por los llamados «corredores metropolitanos». A raíz de la crisis de 2002 estas dos características volvieron a tomar impulso. Los asentamientos irregulares se desarrollaron a partir de dos situaciones: mediante ocupación de predios vacantes, habitualmente da carácter municipal o estatal y mediante la ocupación de predios privados para especulación inmobiliaria dado un mercado informal muy grande.

## Conflictos por el uso del suelo
La proximidad con la capital y la adyacencia entre actividades urbanas y rurales genera sinergias pero también tensiones y conflictos por las prioridades de uso del suelo en Montevideo rural: agricultura, vivienda, industria, logística, turismo, etc.
Este territorio es un área de interfase urbano-rural donde se dan complejas relaciones entre las actividades agrícolas, industriales, de servicios y la urbanización regular e irregular, que plantean particulares problemas de gestión territorial, social y ambiental. Existe una diversidad de actores institucionales y socio-territoriales que participan de estos problemas, presionando por mantener y proteger las características rurales y naturales o por introducir cambios asociados a actividades alternativas a la agricultura o a nuevas necesidades de urbanización. Existe, además,  un marco normativo que pretende regular las transformaciones territoriales en Montevideo: el Plan de Ordenamiento Territorial (POT) o Plan Montevideo, de carácter departamental, impulsado por el gobierno municipal.

### Programa Montevideo Rural Sustentable
Entre el 2011 y el 2013, la Intendencia de Montevideo ejecutó el Programa Montevideo Rural Sustentable, con el apoyo de la Facultad de Agronomía de la Universidad de la República y del CAF-Banco de Desarrollo de América Latina. En total, más de 160 agricultores participaron en los programas y jornadas de capacitación. El objetivo del proyecto era mejorar la gestión de los suelos con prácticas sustentables, para lo cual se trabajó con 38 predios de tipo familiar. Como resultado final, se aumentó el área utilizando abonos verdes y orgánicos.

## Comisión Especial Permanente de Montevideo Rural
En 1995 el Plan de Ordenamiento Territorial (POT) de Montevideo ratifica y profundiza el decreto que define el área rural de Montevideo y se crea una «Comisión Especial Permanente de Montevideo Rural».

De acuerdo al Digesto Departamental:
«Se crea una Comisión Especial Permanente de Montevideo Rural con el cometido de promover y coordinar todas las intervenciones sobre las Áreas de Paisaje Natural Protegido y las Áreas de Prioridad Agrícola de la Zona Rural de Montevideo, a fin de preservarlas con sus valores de producción agrícola, ecológicos, paisajísticos, de patrimonio edilicio y urbanístico, sociales, culturales y turísticos. La misma deberá instalarse en un plazo máximo de 90 días a partir de la promulgación del presente Decreto.»
Dicha comisión fue compuesta por representantes de la Junta Departamental, de tres Ministerios de Gobierno, de la Universidad de la República, de diversas reparticiones municipales, además de productores y vecinos. Actualmente la comisión es integrada por representantes del Ministerio de Ganadería, Agricultura y Pesca, de la Junta Departamental, de organizaciones de productores, de los municipios y de los centros comunales zonales con área rural.
Las autoridades de la comisión son designadas por el intendente de Montevideo. El secretario ejecutivo es integrante de la Unidad Montevideo Rural.